# Rivière Cabasta
La rivière Cabasta est un affluent du lac Toulouse, l’un des lacs de tête de la rivière du Lièvre qui se déverse dans la rivière des Outaouais, laquelle est un affluent de la rive nord du fleuve Saint-Laurent, au Québec, au Canada.
Le cours de la rivière Cabasta traverse les territoires non organisés de :
- Lac-Cabasta, dans la MRC Matawinie, dans la région administrative de Lanaudière ;
- Lac-Bazinet, dans la MRC Antoine-Labelle, dans la région administrative des Laurentides.

Le cours de la rivière Cabasta descend vers le sud-est entièrement en zone forestière à l'ouest du bassin versant de la rivière Saint-Maurice et en parallèle à la limite entre les territoires non organisés du Lac-Cabasta et du Lac-Bazinet. Ainsi, tout son cours, sauf le dernier 0,6 km en aval de la confluence de la rivière Kakw, constitue la limite entre les régions administratives de Lanaudière et des Laurentides. La partie supérieure de son cours draine la partie nord-est de la Zec Normandie.
La surface de la rivière Cabasta est généralement gelée du début décembre jusqu’au début avril. Depuis la fin du XIXe siècle, la foresterie a été l’activité prédominante du bassin versant de la rivière Cabasta.

## Géographie
La rivière Cabasta prend sa source en zone forestière, à l’embouchure du lac Wagwabika (longueur : 5,8 km ; altitude : 455 m). Ce lac est situé à 14,8 km au nord-ouest des lacs Némiscachingue.
L’embouchure du lac Ouagouabica est située à 31 km au nord-ouest de l’embouchure du Lac Kempt (Matawinie) (tête de la rivière Manouane), à 46 km au nord-ouest du centre du village de Manawan et à 144 km à l'ouest du centre-ville de La Tuque.
À partir de l’embouchure du lac Ouagouabica, la rivière Cabasta coule sur 14,9 km, selon les segments suivants :
- 0,4 km vers le sud-est dans le territoire non organisé du Lac-Cabasta, en recueillant la décharge du lac Joliette (venant du sud-ouest), jusqu’à la rive nord-ouest du lac Kawaskisigat ;
- 3,8 km vers le sud-est, en traversant le lac Kawaskisigat (longueur : km ; altitude : 3,9 m) sur sa pleine longueur, jusqu’à son embouchure. Note : ce lac chevauche les territoires non organisés du Lac-Cabasta et du Lac-Bazinet ;
- 3,5 km vers le sud-est dans le territoire non organisé du Lac-Bazinet, jusqu’à la rive nord-ouest du lac Cabasta ;
- 0,7 km vers le sud-est, en traversant le lac Cabasta (longueur : 1,8 km ; altitude : m), jusqu’à son embouchure. Note : le lac Cabasta reçoit par sa rive nord les eaux du ruisseau Seymour lequel draine le lac Seymour ;
- 4,0 km vers le sud-est en traversant deux barrages, puis en traversant le « Petit lac Cabasta » (longueur : 1,5 km ; altitude : 437 m) sur sa pleine longueur, jusqu’au barrage à son embouchure ;
- 2,5 km vers le sud-est, en recueillant les eaux de la rivière Kakw (venant du nord), jusqu’à la confluence de la rivière[2].

La rivière Cabasta se déverse dans le territoire non organisé de lac-Bazinet sur la rive nord-ouest du lac du Toulouse (longueur : 6,2 km ; altitude : 412 m) que le courant traverse sur sa pleine longueur. Le lac Toulouse reçoit du côté sud-ouest les eaux du lac Némiscachingue (rivière Némiscachingue) (longueur : 21,1 km ; altitude : 412 m).
Le lac Toulouse se décharge à son tour dans le lac à la Culotte (longueur : 15,5 km ; altitude : 412 m). Puis le courant traverse le lac Adonis (longueur navigable : 11,1 km ; altitude : 396 m) qui constitue le dernier lac de tête de la rivière du Lièvre.
La confluence de la rivière Cabasta est située à :
- 23,6 km à l'ouest de l’embouchure du lac Kempt ;
- 29,1 km au nord-ouest du centre du village de Manawan ;
- 134 km à l'ouest du centre-ville de La Tuque.

## Toponymie
Le toponyme rivière Cabasta a été officialisé le 5 décembre 1968 à la Commission de toponymie du Québec.